# اوتاگی

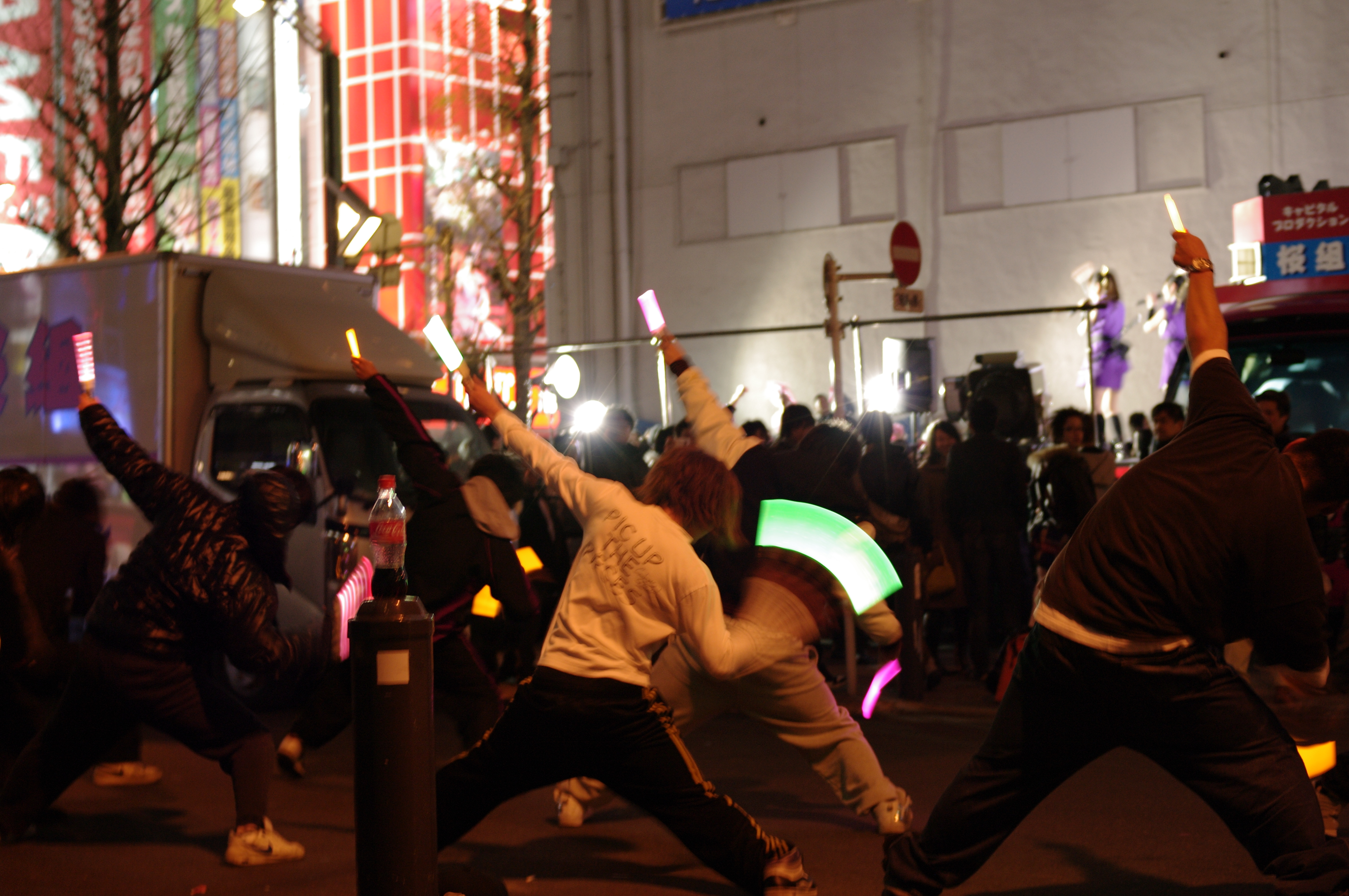
یک گروه اوتاگی

اوتاگی (به ژاپنی: ヲタ芸 Wotagei)، ((به ژاپنی: オタ芸 otagei)، نوعی رقص و حرکات تشویقی است که توسط اوتاکو، طرفداران خوانندگان  آیدل ژاپنی (و بنابراین به عنوان آکیبا-کی دیده می‌شود) انجام می‌شود، که شامل پریدن، کف زدن، تکان دادن دست و سردادن شعار است. اوتاگی در کنسرت‌ها یا در رویدادهایی مانند انیمه و مانگا همایش‌ها و جلسات گروه‌های طرفدار بت اجرا می‌شود و گمان می‌رود که از تیم‌های تشویق کننده سازمان یافته اوئندان که در رویدادهای ورزشی در ژاپن رایج است ایجاد شده باشد. اوتاگی به خصوص با طرفداران Hello! Project همراه است، ای‌کی‌بی ۴۸، و  آیدل‌های ووکالوئید از جمله هاتسونه میکو و همچنین طرفداران انیمه و بازیگران صداپیشگی (صداپیشگی در ژاپن)، که اغلب آهنگ‌های موضوعی را برای سریال‌هایی که در آن ظاهر می‌شوند اجرا می‌کنند.